# Loïc Meillard
Pour les articles homonymes, voir Meillard (homonymie).
Loïc Meillard, né le 29 octobre 1996 à Neuchâtel, est un skieur alpin suisse.
Il remporte notamment deux médailles de bronze aux Championnats du monde de 2021 et une d'argent deux ans plus tard. Il termine la saison 2024 de Coupe du monde à la deuxième place au classement général. En 2025, il est champion du monde de slalom et de combiné par équipes, ainsi que médaillé de bronze en slalom géant.

## Biographie
Loïc Meillard naît le 29 octobre 1996 à Neuchâtel.
Sa famille déménage en 2009 de Bôle (canton de Neuchâtel) à Hérémence (canton du Valais) pour que lui et sa sœur Mélanie soient plus proches des pistes de ski.
Il fait à partir de 2012 un apprentissage d’employé de commerce à la Raiffeisen.
En janvier 2014, il effectue son premier départ en Coupe d'Europe.
Il prend pour la première fois le départ en Coupe du monde en janvier 2015 à Adelboden à l'âge de 18 ans. Il remporte ensuite sa première course en Coupe d'Europe, un slalom géant disputé à Crans Montana. Il marque ses premiers points en février 2016 au slalom géant de Hinterstoder (27e). Une semaine plus tard, il est déjà auteur d'un top 10 à Kranjska Gora (8e).
Aux Championnats du monde junior 2015, il gagne trois médailles : le bronze au super G, l'argent au slalom géant et l'or au combiné. Double champion du monde junior du slalom géant et du combiné en 2017 à Åre, il reçoit sa première sélection majeure dans l'élite aux Championnats du monde à Saint-Moritz, pour se classer 21e du slalom géant.
Loïc Meillard monte sur ses deux premiers podiums en Coupe du monde en l'espace de 24 heures à Saalbach les 19 et 20 décembre 2018 : 2e du slalom géant derrière Zan Kranjec puis le lendemain 2e du slalom derrière Marcel Hirscher en remontant du 12e rang après la première manche. Il finit ensuite quatrième des Championnats du monde 2019 en slalom géant.
Une semaine après une deuxième place en slalom géant à Garmisch-Partenkirchen, il décroche sa première victoire en Coupe du monde le 9 février 2020 lors du géant parallèle à Chamonix en s’imposant en finale face à son compatriote Thomas Tumler.
Lors des Championnats du monde de ski alpin 2021 organisés à Cortina d'Ampezzo, où il participe à cinq épreuves, Meillard remporte les médailles de bronze du combiné, malgré une grosse faute sur le parcours de slalom, et du parallèle où l'or lui semblait promis s'il n'avait pas été autant désavantagé par le règlement. En Coupe du Monde, il est performant en géant, discipline dans laquelle il réussit 9 top10, dont deux podiums à Adelboden et Kranjska Gora, mais aussi en slalom avec 6 top10, ce qui lui permet de terminer la saison au 4e rang du classement général.
Considéré comme un des principaux favoris aux Jeux olympiques 2022 dans trois disciplines, il est éliminé lors du slalom du combiné et en géant et termine le slalom à la 5e place. Le 26 mars 2022, il devient champion de Suisse du géant devant le champion olympique Marco Odermatt et Justin Murisier, refaisant son retard sur ses deux adversaires en seconde manche.
En 2023, Loïc Meillard gagne le géant de Schladming, marquant ainsi sa première victoire dans cette discipline.

## Palmarès

### Jeux olympiques
| Édition / Épreuve   | Descente | Super G | Slalom géant | Slalom | Combiné |
| ------------------- | -------- | ------- | ------------ | ------ | ------- |
| JO 2018 Pyeongchang | -        | -       | 9e           | 14e    | -       |
| JO 2022 Pékin       | -        | -       | DNF          | 5e     | DNF     |

### Championnats du monde
| Édition / Épreuve                | Descente | Super G | Slalom géant | Slalom  | Combiné                          | Parallèle                        | Combiné par équipes              |
| -------------------------------- | -------- | ------- | ------------ | ------- | -------------------------------- | -------------------------------- | -------------------------------- |
| Mondiaux 2017 Saint-Moritz       | —        | —       | 21e          | —       | —                                | Épreuve inexistante à cette date | Épreuve inexistante à cette date |
| Mondiaux 2019 Åre                | —        | —       | 4e           | 14e     | —                                | Épreuve inexistante à cette date | Épreuve inexistante à cette date |
| Mondiaux 2021 Cortina d'Ampezzo  | —        | Abandon | 5e           | Abandon | Bronze                           | Bronze                           | Épreuve inexistante à cette date |
| Mondiaux 2023 Courchevel-Méribel | —        | 8e      | Argent       | Abandon | 6e                               | —                                | Épreuve inexistante à cette date |
| Mondiaux 2025 Saalbach           | —        | —       | Bronze       | Or      | Épreuve inexistante à cette date | Épreuve inexistante à cette date | Or                               |

Légende :
- : première place, médaille d'or
- : deuxième place, médaille d'argent
- : troisième place, médaille de bronze
- : pas d'épreuve
- — : Non disputée par Meillard

### Coupe du monde
- Meilleur classement général : 2e en 2024.
- 1 petit globe de cristal (Parallèle, 2020)
- 29 podiums dont 7 victoires.
- Record de points : 1076 en 2025.

#### Détail des victoires
| Saison / Épreuve | Slalom  | Géant              | Géant parallèle | Total |
| 2019-2020        |         |                    | Chamonix        | 1     |
| 2022-2023        |         | Schladming         |                 | 1     |
| 2023-2024        | Aspen   | Saalbach           |                 | 2     |
| 2024-2025        | Hafjell | Hafjell Sun Valley |                 | 3     |
| Total            | 2       | 4                  | 1               | 7     |

#### Classements par saison
| Saison / Classement | Général | Général | Descente | Descente | Super G | Super G | Slalom géant | Slalom géant | Slalom | Slalom | Combiné | Combiné | Parallèle | Parallèle |
| Saison / Classement | Class.  | Points  | Class.   | Points   | Class.  | Points  | Class.       | Points       | Class. | Points | Class.  | Points  | Class.    | Points    |
| ------------------- | ------- | ------- | -------- | -------- | ------- | ------- | ------------ | ------------ | ------ | ------ | ------- | ------- | --------- | --------- |
| 2015-2016           | 104e    | 36      | -        | -        | -       | -       | 38e          | 36           | -      | -      | -       | -       |           |           |
| 2016-2017           | 80e     | 77      | -        | -        | -       | -       | 30e          | 55           | 42e    | 22     | -       | -       |           |           |
| 2017-2018           | 27e     | 299     | -        | -        | -       | -       | 9e           | 175          | 22e    | 124    | -       | -       |           |           |
| 2018-2019           | 15e     | 502     | -        | -        | -       | -       | 5e           | 313          | 16e    | 163    | 18e     | 26      |           |           |
| 2019-2020           | 10e     | 579     | -        | -        | 9e      | 164     | 11e          | 167          | 14e    | 144    | 5e      | 139     | 1er       | 129       |
| 2020-2021           | 4e      | 805     | -        | -        | 20e     | 85      | 4e           | 393          | 9e     | 327    | -       | -       | -         | -         |
| 2021-2022           | 11e     | 578     | -        | -        | 30e     | 43      | 8e           | 252          | 7e     | 283    | -       | -       | -         | -         |
| 2022-2023           | 6e      | 877     | -        | -        | 16e     | 134     | 6e           | 406          | 6e     | 337    | -       | -       | -         | -         |
| 2023-2024           | 2e      | 1073    | -        | -        | 8e      | 196     | 2e           | 468          | 4e     | 409    |         |         |           |           |
| 2024-2025           | 3e      | 1076    | -        | -        | 35e     | 32      | 3e           | 434          | 2e     | 610    |         |         |           |           |

### Championnats du monde junior
| Édition / Épreuve            | Descente | Super G | Slalom géant | Slalom | Combiné |
| ---------------------------- | -------- | ------- | ------------ | ------ | ------- |
| Mondiaux junior 2014 Jasna   | 32e      | 8e      | 17e          | —      | 14e     |
| Mondiaux junior 2015 Hafjell | Abandon  | Bronze  | Argent       | 4e     | Or      |
| Mondiaux junior 2017 Åre     | 15e      | 8e      | Or           | DSQ    | Or      |

### Coupe d'Europe
- 8 podiums dont 4 victoires (3 en slalom géant et 1 en slalom).

| Saison/Classement | Général | Général | Descente | Descente | Super G | Super G | Slalom géant | Slalom géant | Slalom | Slalom | Combiné | Combiné |
| Saison/Classement | Class.  | Points  | Class.   | Points   | Class.  | Points  | Class.       | Points       | Class. | Points | Class.  | Points  |
| ----------------- | ------- | ------- | -------- | -------- | ------- | ------- | ------------ | ------------ | ------ | ------ | ------- | ------- |
| 2013-2014         | 122e    | 50      | -        | -        | -       | -       | -            | -            | -      | -      | 8e      | 50      |
| 2014-2015         | 10e     | 370     | -        | -        | -       | -       | 3e           | 370          | -      | -      | -       | -       |
| 2015-2016         | 6e      | 458     | -        | -        | -       | -       | 3e           | 370          | 31e    | 88     | -       | -       |
| 2016-2017         | 20e     | 348     | -        | -        | 38e     | 32      | 16e          | 156          | 15e    | 160    | -       | -       |

### Championnats de Suisse
| Édition / Épreuve         | Descente | Super G | Slalom géant | Slalom | Combiné                          |
| ------------------------- | -------- | ------- | ------------ | ------ | -------------------------------- |
| 2015 St. Moritz           | 9e       | —       | 4e           | 10e    | Or                               |
| 2016 Davos                | 8e       | 6e      | Bronze       | 8e     | Or                               |
| 2017 Davos                | 25e      | 8e      | Bronze       | DNF2   | Bronze                           |
| 2018 Davos                | 9e       | 14e     | —            | —      | Argent                           |
| 2019 Stoos Hoch-Ybrig     | —        | —       | Argent       | Or     | —                                |
| 2020 Zinal                | Annulé   | —       | —            | —      | —                                |
| 2021 Anniviers            | 21e      | —       | —            | —      | —                                |
| 2022 St. Moritz           | —        | —       | Or           | —      | —                                |
| 2023 Verbier              | —        | —       | —            | —      | Épreuve inexistante à cette date |
| 2024 Davos et Lenzerheide | —        | —       | Or           | Annulé | Épreuve inexistante à cette date |

Légende :
- : première place, médaille d'or
- : deuxième place, médaille d'argent
- : troisième place, médaille de bronze
- : pas d'épreuve
- — : Non disputée par Meillard